# الزا رادزینا
الزا رادزینا (انگلیسی: Elza Radziņa; ۱۰ فوریهٔ ۱۹۱۷ – ۱۸ اوت ۲۰۰۵) بازیگر اهل اتحاد جماهیر شوروی بود.
از فیلم‌ها یا برنامه‌های تلویزیونی که وی در آن نقش داشته‌است می‌توان به شاه لیر، هملت و علاقه اشاره کرد.
وی همچنین برندهٔ جوایزی همچون جایزه هنرمند مردمی اتحاد جماهیر شوروی و نشان سه ستاره شده‌است.